# كلايف أروسميث
كلايف أروسميث (بالإنجليزية: Clive Arrowsmith)‏ هو مصور بريطاني، ولد في 1949.